# Nizō Yamamoto
Nizō Yamamoto (山本二三, Yamamoto Nizō), né le 27 juin 1953 à Gotō, mort le 19 août 2023) est un artiste japonais du cinéma d'animation, qui a principalement travaillé en tant qu'artiste de décors puis directeur artistique. Il est notamment connu pour son travail au sein du studio Ghibli.

## Biographie
Nizō Yamamoto naît le 27 juin 1953 à Gotō, dans la préfecture de Nagasaki, dans le sud-ouest du Japon. Il étudie l'architecture dans un lycée de la préfecture de Gifu. Tandis qu'il mène à bien des études d'art dans une université de Tokyo, il commence à travailler comme peintre de décors pour des films d'animation.
Nizō Yamamoto travaille en tant que peintre de décors ou directeur artistique. Il travaille avec Hayao Miyazaki et Isao Takahata dès la série animée Conan, le fils du futur en 1978 puis le long métrage Le Château de Cagliostro en 1979. Par la suite, il participe à de nombreux films du studio Ghibli. Il est notamment directeur artistique pour Le Château dans le ciel de Hayao Miyazaki (1986), Le Tombeau des lucioles d'Isao Takahata (1988) et Princesse Mononoké de Miyazaki (1997), et il crée des décors pour Si tu tends l'oreille (1995) et Le Voyage de Chihiro (2001),.
En dehors de son travail pour le studio Ghibli, Nizō Yamamoto travaille pour de nombreux autres films et studios. Il travaille avec le réalisateur Mamoru Hosoda pour La Traversée du temps en 2006, Keiichi Hara pour Un été avec Coo en 2007 et Makoto Shinkai pour Les Enfants du temps en 2019.
En 2007, il réalise le téléfilm d'animation La Forêt de Miyori.
Nizo Yamamoto est connu pour son travail sur les nuages, qui deviennent une caractéristique de son style auprès de ses fans et lui valent le surnom « Nizō-gumo » (« Nizō-nuage »). Pour Les Enfants du temps, il peint et anime les nuages.
Durant les dernières années de sa vie, une exposition est consacrée à son travail et est présentée dans plusieurs villes du Japon. L'exposition attire plus de 900 000 visiteurs.
Entre 2010 et 2021, il dessine Gotô Hyakkei, un recueil de paysages de sa région natale. Il entreprend également un manga relatant un conte de la région de Gotō, qui reste inachevé de très peu à sa mort puisqu'il n'y manque qu'une page.
Nizō Yamamoto meurt le 19 août 2023 à 70 ans, des suites d'un cancer de l'estomac,, dans sa maison près de Tokyo.

## Filmographie

### Décorateur
- 1977 : Bouba (série) de Yoshihirô Kuroda et Fumio Kurokawa
- 1979 : Le Château de Cagliostro de Hayao Miyazaki
- 1981 : Adieu Galaxy Express 999 de Rintaro
- 1981 : Sugata Sanshiro de Yasumi Mikamoto
- 1982 Haguregumo
- 1984-85 : Sherlock Holmes (série) de Kyousuke Mikuriya et Hayao Miyazaki
- 1987 : Grimm Douwa - Kin no Tori (Les Contes de Grimm : L'Oiseau d'or)
- 1989 : Robot Carnival (recueil collectif de courts-métrages) : peintures pour les épisodes 1 et 9 ; décors
- 1989 : Goku: Midnight Eye (OAV)
- 1989 : Goku II: Midnight Eye (OAV)
- 1990 : Soreike! Anpanman: Baikinman no Gyakushuu
- 1990 : Kaze no Na wa Amnesia de Kazuo Yamazaki
- 1990 : Cyber City Oedo 808 (mini-série) de Yoshiaki Kawajiri : décors pour l'épisode 1
- 1991 : Souvenirs goutte à goutte d'Isao Takahata
- 1995 : Si tu tends l'oreille de Yoshifumi Kondō
- 1995 : Memories : décors du segment Magnetic Rose réalisé par Kôji Morimoto
- 1995 : Le Journal d'Anne Frank d'Akinori Nagaoka
- 1997 : Perfect Blue de Satoshi Kon
- 1998 : Spriggan  de Hirotsugu Kawasaki
- 2001 : Le Voyage de Chihiro de Hayao Miyazaki
- 2005 : Fullmetal Alchemist: Conqueror of Shamballa (associé décorateur)
- 2007 : Highlander : Soif de vengeance de Yoshiaki Kawajiri
- 2009 : Mai Mai Miracle de Sunao Katabuchi
- 2010 : Uchū Show e Yōkoso de Koji Masunari
- 2019 : Les Enfants du temps de Makoto Shinkai : peinture des nuages

### Directeur artistique
- 1978 : Conan, le fils du futur (série) de Hayao Miyazaki
- 1979 : Anne… la maison aux pignons verts d'Isao Takahata : assistant au directeur artistique
- 1981 : Kié la petite peste d'Isao Takahata
- 1984 : Meitantei Holmes: Aoi Ruby no Maki / Kaitei no Zaihō no Maki (film d'animation d'après la série animée Sherlock Holmes)
- 1984 : Mirai Shōnen Conan Tokubetsu-hen - Kyodaiki Gigant no Fukkatsu (compilation d'après la série animée Conan, le fils du futur)
- 1986 : Le Château dans le ciel de Hayao Miyazaki
- 1987 : Mugen Shinshi: Bōken Katsugeki Hen
- 1988 : Le Tombeau des lucioles d'Isao Takahata
- 1989 : Little Nemo : Les Aventures au pays de Slumberland de Masami Hata et William T. Hurtz
- 1990 : Ojisan Kaizō Kōza
- 1995 : Tobira o Akete (OAV)
- 1997 : Princesse Mononoké de Hayao Miyazaki
- 1999 : Trèfle, clip d'après le manga
- 2004-2005 : Fantastic Children (série) de Nakamura Takashi
- 2006 : La Traversée du temps de Mamoru Hosoda
- 2007 : Un été avec Coo de Keiichi Hara
- 2009 : Kawa no Hikari

### Réalisateur
- 2007 : La Forêt de Miyori

### Autres responsabilités
- 2002 :  La Grande Excursion de Koro : assistant (materials asisstant)
- 2008 : Le long voyage de Porfy (série) : art manager, via le studio Kaieisha 5 épisodes
- 2010 : Je t'aime, court métrage d'animation accompagnant l'édition limitée du DVD de l'album Glay du groupe de rock japonais du même nom. Le film est réalisé par Mamoru Oshii[6].
- 2014 : Barakamon (série) : concepts graphiques clés (Key Visual)

## Musée d'art Nizō Yamamoto
En 2018, Gotō, la ville natale de Nizō Yamamoto, a ouvert un musée nommé Nuages sur Gotō : Musée d'art Nizō Yamamoto, où ses œuvres sont exposées,.